# Reprezentacja Związku Radzieckiego w piłce nożnej kobiet
Reprezentacja Związku Radzieckiego w piłce nożnej kobiet (ros. Женская сборная СССР по футболу) – drużyna, która funkcjonowała w czasie istnienia Związku Radzieckiego, w latach 1990–1991.
Reprezentacja została założona w 1990 roku. Oleg Lapszin pełnił funkcję trenera drużyny przez 20 miesięcy jej istnienia.
Pierwsza gra radzieckiej reprezentacji kobiet odbyła się 26 marca 1990 roku w Kazanłyku w Bułgarii przeciwko bułgarskiej drużynie i zakończyła się wygraną 4:1. Reprezentacja ZSRR kobiet nie wzięła udziału w kwalifikacjach do Mistrzostw Europy Kobiet w 1991 roku, zamiast tego rozgrywała mecze towarzyskie.
Związek Radziecki zgłosił się do rozgrywek o Mistrzostwo UEFA Kobiet 1993, co oznaczałoby jego pierwszy występ w oficjalnym turnieju piłki nożnej kobiet. Swój jedyny oficjalny mecz sowiecka drużyna narodowa rozegrała 6 października 1991 roku, wygrywając 2:1 z Węgrami. Był to jednocześnie ostatni mecz zespołu, który zakończył swoje krótkie istnienie bilansem 9 zwycięstw, 9 remisów i 16 porażek. Drugi mecz kwalifikacyjny został rozegrany w lutym 1992 roku po rozpadzie Związku Piłki Nożnej ZSRR, a debiutująca reprezentacja Rosji kobiet reprezentowała nową Federację Rosyjską i grała pod flagą WNP.

## Udział w międzynarodowych turniejach
| 1991 | Nie brała udziału | Nie brała udziału |

| 1984 | Nie brała udziału       | Nie brała udziału       |
| 1987 | Nie brała udziału       | Nie brała udziału       |
| 1989 | Nie brała udziału       | Nie brała udziału       |
| 1991 | Nie brała udziału       | Nie brała udziału       |
| 1993 | Nie zakwalifikowała się | Nie zakwalifikowała się |